# Daisy Miller
Pour les articles homonymes, voir Miller.
Daisy Miller (Daisy Miller: a study) est un roman court d'Henry James, d'abord publié sous forme de feuilleton dans le Cornhill Magazine à partir de juin 1878. C'est le premier grand succès de James.

## Résumé
La jeune et belle Américaine Daisy Miller, en voyage en Suisse avec sa mère et son jeune frère, est l'exemple même de la candeur. Winterbourne, un de ses compatriotes de la plus noble extraction, depuis longtemps expatrié en Europe et au fait des mœurs qui y ont cours, n'est pas insensible aux attraits de la jeune fille et tente même, bien qu'il s'en défende, de la séduire. Mais il est désarmé par tant de naïveté. Daisy accepte en effet avec un enthousiasme enfantin de faire des randonnées sur l'eau à la nuit tombée et de visiter avec lui un lieu touristique sans le chaperon que requièrent pourtant les circonstances. Sans parvenir à départager la part de coquetterie feinte ou de vraie sincérité qui lui permettrait de saisir les sentiments réels de Daisy à son égard, il refuse en tout état de cause de s'avouer amoureux.
Bientôt, pourtant, il rejoint Daisy et sa famille à Rome. Mais, dans les cercles fermés des expatriés américains de la capitale italienne, l'attitude désinvolte de Daisy Miller, qui se moque sans vergogne des convenances, reçoit un accueil glacial. Et Winterbourne, bien qu'il s'en défende, rejoint peu à peu le camp de ceux que choquent cette réputation ambigüe dont la jeune Américaine semble se parer avec ostentation. Or, la vie de Daisy Miller touche à sa fin et, pour Winterbourne, l'heure des révélations va sonner.

## Commentaire
Winterbourne agit comme narrateur du récit et ne permet jamais de connaître avec certitude les intentions et les pensées de Daisy Miller, conservant ainsi au personnage sa part d'ombre.

## Extraits
- « Chaque fois qu'elle mettait une robe de Paris, elle avait l'impression d'être en Europe. » (Traduction de Michel Pétris, Éditions Gallimard, Collection Folio 2€, p. 22)
- « Il se dit qu'il avait vécu si longtemps à Genève qu'il était passé à côté de beaucoup de choses ; il avait perdu l'habitude du ton américain. » (Id., p. 23)
- « On lui avait dit parfois que, somme toute, les jeunes Américaines étaient innocentes à l'excès ; et on lui avait dit aussi que, somme toute, elles ne l'étaient pas. Il inclinait à penser que Miss Daisy était un flirt - un joli petit flirt américain. » (Id., p. 23)

## Adaptations
- 1974 : Daisy Miller, film américain réalisé par Peter Bogdanovich, avec Cybill Shepherd.

## Traductions françaises
- Daisy Miller, traduit par F. Pillon, Paris, Charlot, 1946
- Daisy Miller, traduit par Michel Pétris, Paris, Champ libre, 1973 ; réédition, Paris, Gallimard, coll. « Folio Bilingue » no 46, 1994 ; réédition, Paris, Gallimard, coll. « Folio 2 Euros » no 3624, 2001
- Daisy Miller, traduit par Philippe Blanchard, dans Romans, Paris, Robert Laffont, coll. « Bouquins », 1981
- Daisy Miller, traduit par Jean Pavans, dans Nouvelles complètes II (1876-1888), Paris, La Différence, 1992 ; réédition, Flammarion, 2001 ; réédition, La Différence, coll. « Minos », 2016
- Daisy Miller, traduit par Fabrice Hugot, Stock, 1994
- Daisy Miller : étude, traduit par Évelyne Labbé, dans Nouvelles complètes, tome II : 1877-1888, Paris, Gallimard, coll. « Bibliothèque de la Pléiade » no 502, 2003